# Бахаи (Чад)
Бахаи (фр. Bahaï) — город и супрефектура в Чаде, расположенный на территории региона Восточный Эннеди. Является административным центром департамента Вади-Хавар.

## Географическое положение
Город находится в северо-восточной части Чада, вблизи государственной границы с Суданом, на высоте 790 метров над уровнем моря.
Бахаи расположен на расстоянии приблизительно 923 километров к северо-востоку от столицы страны Нджамены.

## Климат
Климат города характеризуется как аридный жаркий (BWh в классификации климатов Кёппена). Среднегодовая температура воздуха составляет 26,1 °C. Средняя температура самого холодного месяца (января) составляет 20,8 °С, самого жаркого месяца (июня) — 30,4 °С. Расчётная многолетняя норма осадков — 160 мм. В течение года количество осадков распределено неравномерно, основная их масса выпадает в период с мая по октябрь. Наибольшее количество осадков выпадает в августе (80 мм).

## Население
По данным официальной переписи 2009 года численность населения Бахаи составляла 27 891 человек (15 723 мужчины и 12 168 женщин). Дети в возрасте до 15 лет составляли 40,4 % от общего количества жителей супрефектуры.

## Транспорт
Ближайший аэропорт расположен в городе Ириба.